# Olympische Sommerspiele 2016/Rudern – Leichtgewichts-Vierer ohne Steuermann
Der Ruderwettbewerb im Leichtgewichts-Vierer ohne Steuermann im Rahmen der Ruderregatta der Olympischen Sommerspiele 2016 in Rio de Janeiro wurde vom 6. bis 11. August 2016 in der Lagune Rodrigo de Freitas ausgetragen. 52 Athleten in 13 Mannschaften traten an.
Der Wettbewerb, der über die olympische Ruderdistanz von 2000 Metern ausgetragen wurde, begann mit drei Vorläufen mit jeweils vier oder fünf Mannschaften. Die jeweils erst-, zweit- und drittplatzierten Mannschaften der Vorläufe qualifizierten sich direkt für das Halbfinale, während die verbleibenden vier Mannschaften in den Hoffnungslauf mussten. Hier qualifizierten sich noch einmal die ersten drei Teams für das Halbfinale. In den beiden Läufen des Halbfinals qualifizierten sich jeweils die drei erstplatzierten Mannschaften für das Finale, während die viert- bis sechstplatzierten im B-Finale um Platz 7 bis 12 ruderten. Im Finale am 11. August kämpften sechs Mannschaften um olympische Medaillen.
Für diesen Wettbewerb galten die Regeln des Leichtgewichtsruderns. Das bedeutet, dass ein bis zwei Stunden vor jedem Wertungslauf dessen Teilnehmer in Anwesenheit eines Wettkampfrichters verwogen wurden. Individuelle Ruderer durften nicht mehr als 72,5 kg auf die Waage bringen, gleichzeitig durfte der Mannschaftsschnitt nicht über 70,0 kg liegen. Eine Mannschaft, in der nicht gleichzeitig beide Bedingungen für alle Ruderer erfüllt waren, hätte nicht weiter am Wettbewerb teilnehmen dürfen.
Die jeweils für die nächste Runde qualifizierten Mannschaften sind hellgrün unterlegt.
Die Welt- und Europameister aus der Schweiz gewannen den Wettbewerb in der Besetzung Lucas Tramèr, Simon Schürch, Simon Niepmann und Mario Gyr vor der dänischen Auswahl. Der dänische leichte Vierer hat damit die sechste Medaille bei der sechsten olympischen Austragung dieses Wettbewerbes gewonnen. Frankreich belegte den Bronzerang.

## Titelträger und Ausgangslage
| Olympiasieger (London 2012)                | Südafrika James Thompson, Matthew Brittain, John Smith, Lawrence Sizwe Ndlovu |
| Weltmeister (Aiguebelette 2015)            | Schweiz Lucas Tramèr, Simon Schürch, Simon Niepmann, Mario Gyr                |
| Europameister (Brandenburg 2016)           | Schweiz Lucas Tramèr, Simon Schürch, Simon Niepmann, Mario Gyr                |
| Weltbestzeit (5:43,16 min, Amsterdam 2014) | Dänemark Jacob Barsøe, Kasper Winther, Jacob Larsen, Morten Jørgensen         |

## Teilnehmer
| Qualifikation                | Nation                 | Mannschaft                                                             |
| ---------------------------- | ---------------------- | ---------------------------------------------------------------------- |
| Weltmeisterschaften 2015     | Schweiz                | Mario Gyr Simon Niepmann Simon Schürch Lucas Tramèr                    |
| Weltmeisterschaften 2015     | Dänemark               | Jacob Barsøe Morten Jørgensen Kasper Winther Jacob Larsen              |
| Weltmeisterschaften 2015     | Frankreich             | Thomas Baroukh Thibault Colard Guillaume Raineau Franck Solforosi      |
| Weltmeisterschaften 2015     | Neuseeland             | Alistair Bond James Hunter James Lassche Peter Taylor                  |
| Weltmeisterschaften 2015     | Niederlande            | Bjorn van den Ende Jort van Gennep Timothee Heijbrock Joris Pijs       |
| Weltmeisterschaften 2015     | Italien                | Martino Goretti Livio La Padula Stefano Oppo Pietro Ruta               |
| Weltmeisterschaften 2015     | Vereinigte Staaten     | Anthony Fahden Edward King Tyler Nase Robin Prendes                    |
| Weltmeisterschaften 2015     | Volksrepublik China    | Jin Wei Wang Tiexin Yu Chenggang Zhao Jingbin                          |
| Weltmeisterschaften 2015     | Vereinigtes Königreich | Mark Aldred Chris Bartley Peter Chambers Jono Clegg                    |
| Weltmeisterschaften 2015     | Tschechien             | Jiří Kopáč Jan Vetešník Ondřej Vetešník Miroslav Vraštil               |
| Weltmeisterschaften 2015     | Kanada                 | Brendan Hodge Maxwell Lattimer Nicolas Pratt Eric Woelfl               |
| Internationale Qualifikation | Deutschland            | Tobias Franzmann Jonathan Koch Lucas Schäfer Lars Wichert              |
| Internationale Qualifikation | Griechenland           | Panagiotis Magdanis Stefanos Douskos Ioannis Petrou Spyridon Giannaros |

Als erstplatzierte Mannschaft der Qualifikationsregatta in Luzern war eine russische Rudermannschaft für den Wettbewerb im Leichtgewichts-Vierer ohne Steuermann qualifiziert. Darin waren Maksim Telitsyn, Alexander Bogdaschin, Alexander Tschaukin und Alexei Wikulin gemeldet. Im Zuge der Veröffentlichung des McLaren-Reports in der russischen Staatsdopingaffäre am 18. Juli wurden allerdings zahlreiche russische Ruderer von den Olympischen Spielen durch den Weltruderverband ausgeschlossen, so dass Russland den leichten Vierer nicht mehr besetzen konnte. Griechenland rückte auf Basis der Ergebnisse der Qualifikationsregatta in Luzern nach.

## Vorläufe
Samstag, 6. August 2016

### Vorlauf 1
| Platz | Boot       | Besatzung                           | Zeit (min) | Qualifikation |
| ----- | ---------- | ----------------------------------- | ---------- | ------------- |
| 1     | Italien    | Goretti, La Padula, Oppo, Ruta      | 6:03,26    | Halbfinale    |
| 2     | China      | Jin, Wang, Yu, Zhao                 | 6:03,43    | Halbfinale    |
| 3     | Schweiz    | Gyr, Niepmann, Schürch, Tramèr      | 6:03,52    | Halbfinale    |
| 4     | Frankreich | Baroukh, Colard, Raineau, Solforosi | 6:07,31    | Hoffnungslauf |
| 5     | Tschechien | Kopáč, Vetešník, Vetešník, Vraštil  | 6:39,95    | Hoffnungslauf |

### Vorlauf 2
| Platz | Boot           | Besatzung                            | Zeit (min) | Qualifikation |
| ----- | -------------- | ------------------------------------ | ---------- | ------------- |
| 1     | Dänemark       | Barsøe, Jørgensen, Winther, Larsen   | 5:58,21    | Halbfinale    |
| 2     | Großbritannien | Aldred, Bartley, Chambers, Clegg     | 6:01,27    | Halbfinale    |
| 3     | Griechenland   | Magdanis, Douskos, Petrou, Giannaros | 6:05,27    | Halbfinale    |
| 4     | Deutschland    | Franzmann, Koch, Schäfer, Wichert    | 6:14,87    | Hoffnungslauf |

### Vorlauf 3
| Platz | Boot               | Besatzung                                 | Zeit (min) | Qualifikation |
| ----- | ------------------ | ----------------------------------------- | ---------- | ------------- |
| 1     | Neuseeland         | Bond, Hunter, Lassche, Taylor             | 6:03,34    | Halbfinale    |
| 2     | Vereinigte Staaten | Fahden, King, Nase, Prendes               | 6:05,61    | Halbfinale    |
| 3     | Niederlande        | van den Ende, van Gennep, Heijbrock, Pijs | 6:07,88    | Halbfinale    |
| 4     | Kanada             | Hodge, Lattimer, Pratt, Woelfl            | 6:19,44    | Hoffnungslauf |

## Hoffnungslauf
geplant am Sonntag, 7. August 2016, verschoben auf Montag, 8. August 2016
| Platz | Boot        | Besatzung                           | Zeit (min) | Qualifikation |
| ----- | ----------- | ----------------------------------- | ---------- | ------------- |
| 1     | Frankreich  | Baroukh, Colard, Raineau, Solforosi | 6:01,18    | Halbfinale    |
| 2     | Deutschland | Franzmann, Koch, Schäfer, Wichert   | 6:03,29    | Halbfinale    |
| 3     | Tschechien  | Kopáč, Vetešník, Vetešník, Vraštil  | 6:04,30    | Halbfinale    |
| 4     | Kanada      | Hodge, Lattimer, Pratt, Woelfl      | 6:05,35    | –             |

## Halbfinale
Dienstag, 9. August 2016

### Halbfinale 1
| Platz | Boot           | Besatzung                                 | Zeit (min) | Qualifikation |
| ----- | -------------- | ----------------------------------------- | ---------- | ------------- |
| 1     | Italien        | Goretti, La Padula, Oppo, Ruta            | 6:06,56    | Finale        |
| 2     | Frankreich     | Baroukh, Colard, Raineau, Solforosi       | 6:07,32    | Finale        |
| 3     | Neuseeland     | Bond, Hunter, Lassche, Taylor             | 6:08,96    | Finale        |
| 4     | Großbritannien | Aldred, Bartley, Chambers, Clegg          | 6:10,46    | B-Finale      |
| 5     | Niederlande    | van den Ende, van Gennep, Heijbrock, Pijs | 6:12,87    | B-Finale      |
| 6     | Deutschland    | Franzmann, Koch, Schäfer, Wichert         | 6:18,43    | B-Finale      |

### Halbfinale 2
| Platz | Boot               | Besatzung                            | Zeit (min) | Qualifikation |
| ----- | ------------------ | ------------------------------------ | ---------- | ------------- |
| 1     | Schweiz            | Gyr, Niepmann, Schürch, Tramèr       | 6:17,85    | Finale        |
| 2     | Dänemark           | Barsøe, Jørgensen, Winther, Larsen   | 6:19,62    | Finale        |
| 3     | Griechenland       | Magdanis, Douskos, Petrou, Giannaros | 6:23,95    | Finale        |
| 4     | Vereinigte Staaten | Fahden, King, Nase, Prendes          | 6:26,82    | B-Finale      |
| 5     | China              | Jin, Wang, Yu, Zhao                  | 6:27,27    | B-Finale      |
| 6     | Tschechien         | Kopáč, Vetešník, Vetešník, Vraštil   | 6:33,43    | B-Finale      |

## Finale
Donnerstag, 11. August 2016

Anmerkung: Ermittlung der Plätze 1 bis 6
| Platz | Boot         | Besatzung                            | Zeit (min) |
| ----- | ------------ | ------------------------------------ | ---------- |
| 1     | Schweiz      | Gyr, Niepmann, Schürch, Tramèr       | 6:20,51    |
| 2     | Dänemark     | Barsøe, Jørgensen, Winther, Larsen   | 6:21,97    |
| 3     | Frankreich   | Baroukh, Colard, Raineau, Solforosi  | 6:22,85    |
| 4     | Italien      | Goretti, La Padula, Oppo, Ruta       | 6:25,52    |
| 5     | Neuseeland   | Bond, Hunter, Lassche, Taylor        | 6:28,14    |
| 6     | Griechenland | Magdanis, Douskos, Petrou, Giannaros | 6:36,47    |

### B-Finale
Anmerkung: Ermittlung der Plätze 7 bis 12
| Platz | Boot               | Besatzung                                 | Zeit (min) |
| ----- | ------------------ | ----------------------------------------- | ---------- |
| 7     | Großbritannien     | Aldred, Bartley, Chambers, Clegg          | 6:31,54    |
| 8     | China              | Jin, Wang, Yu, Zhao                       | 6:32,78    |
| 9     | Deutschland        | Franzmann, Koch, Schäfer, Wichert         | 6:35,83    |
| 10    | Vereinigte Staaten | Fahden, King, Nase, Prendes               | 6:36,93    |
| 11    | Niederlande        | van den Ende, van Gennep, Heijbrock, Pijs | 6:37,28    |
| 12    | Tschechien         | Kopáč, Vetešník, Vetešník, Vraštil        | 6:43,52    |

### Weiteres Klassement ohne Finals
| Platz | Boot   | Besatzung                      | Zeit (min) |
| ----- | ------ | ------------------------------ | ---------- |
| 13    | Kanada | Hodge, Lattimer, Pratt, Woelfl | –          |